# آموس فولر
آموس فولر (بالإنجليزية: Amos Fowler)‏ هو لاعب كرة قدم أمريكية أمريكي، ولد في 11 فبراير 1956 في بينساكولا في الولايات المتحدة.

## وصلات خارجية
- آموس فولر على موقع مرجع كرة القدم المحترفة.كوم (الإنجليزية)